# 珀利 (倫敦)
珀利（英語：Purley）是倫敦的一個地區，位於倫敦南部的克羅伊登倫敦自治市，查令十字以南11.7英里（18.8）。2011年，珀利約有人口14,000人。